# Lana Turner
Lana Turner, nome d'arte di Julia Jean Turner (Wallace, 8 febbraio 1920 – Los Angeles, 29 giugno 1995), è stata un'attrice statunitense.
Tra le più grandi e celebri dive dell'epoca d'oro di Hollywood, fu nota tra gli anni quaranta e gli anni sessanta per la sua bellezza e per il suo fascino che venne definito dalla stampa hollywoodiana con il termine Lanallure ("Allure di Lana"), ma seppe dimostrare ottime doti di attrice drammatica in pellicole che fecero di lei la regina dei melodrammi hollywoodiani fra la fine degli anni cinquanta e la prima metà degli anni sessanta.

## Biografia

### L'infanzia difficile (1920 - 1936)
Nata da John e Mildred Turner con il nome di Julia Jean Turner, durante la gioventù era solita passare le serate con i genitori ballando e ascoltando musica alla radio, una passione che mantenne per tutta la vita. Il padre era un minatore con il vizio del gioco, con cui nei tempi di magra manteneva la famiglia; questa passione gli fu però fatale perché una sera, dopo una grossa vincita a dadi, venne rapinato e ucciso. Questo triste episodio lasciò un segno profondo nella vita di Lana.
La Turner amava molto il cinema e andava ogni sabato allo spettacolo pomeridiano con i soldi che riusciva a risparmiare durante la settimana. Ad affascinarla in modo particolare erano gli sfarzosi costumi delle dive dell'epoca, come ad esempio Norma Shearer e Kay Francis. Questa passione le permise di mettere in pratica, durante la sua carriera, una tecnica di portamento disinvolto ed elegante che aggiunse valore al suo naturale glamour. Non a caso molti registi le fecero indossare alcuni tra i più begli abiti di scena mai creati dai costumisti di Hollywood e, altrettanto non casualmente, la stessa Turner disse in seguito che, se non avesse sfondato nel cinema, avrebbe desiderato diventare una brava stilista.

### Gli inizi nel cinema (1937 - 1940)
Nel 1937, mentre stava bevendo una bibita in un bar nei pressi di Hollywood, venne notata da un cronista dell'Hollywood Reporter, il quale la presentò al regista Mervyn LeRoy, che le affidò una piccola parte nel film Vendetta (1937), nel ruolo di una ragazza che viene assassinata. La giovane Julia Jean, ribattezzata con il nome d'arte di Lana Turner, venne notata per sua linea perfetta e per un maglione molto attillato che indossava nella scena del delitto: da quel momento divenne per tutti The Sweater Girl ("La ragazza col golfino"), soprannome col quale verrà ricordata per parecchio tempo.
Un particolare curioso è legato al periodo del suo esordio quando, durante le riprese del film Uno scozzese alla corte del Gran Kan (1938), il produttore Samuel Goldwyn - col quale aveva stipulato un contratto - volle che le sue sopracciglia venissero rasate e tracciate poi con una matita; da quel momento, non ricrebbero mai più e lei fu per sempre costretta a usare dei posticci oppure a disegnarle.

### Il successo a Hollywood (1941 - 1957)

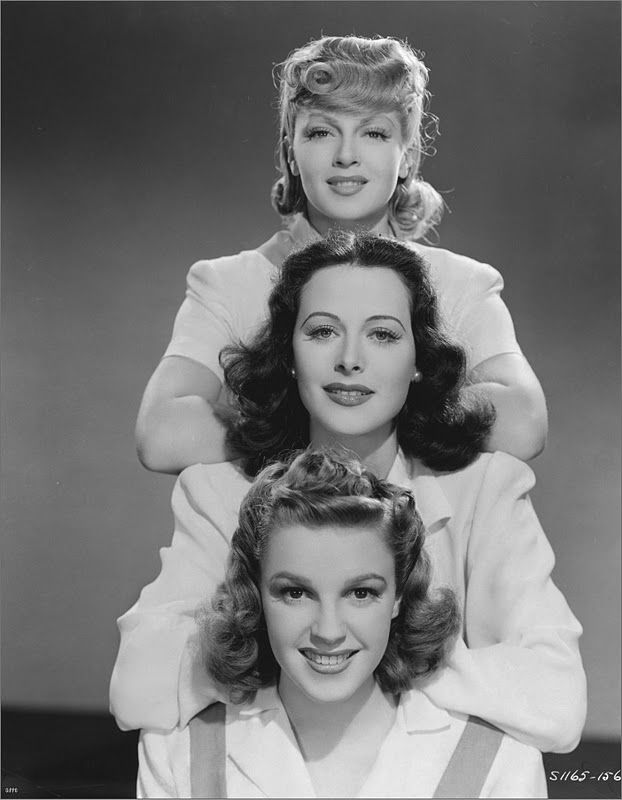
Lana Turner (in alto), Hedy Lamarr e Judy Garland nel 1941

Nei primi anni quaranta la Turner raggiunse il successo con film quali Il dottor Jekyll e Mr. Hyde (1941) di Victor Fleming, con Spencer Tracy, Le fanciulle delle follie (1941) di Robert Z. Leonard e Busby Berkeley, a fianco di James Stewart, Se mi vuoi sposami (1941) di Jack Conway e Incontro a Bataan (1942) di Wesley Ruggles, entrambi con Clark Gable; nel 1946 risultò fra le dieci attrici più pagate di Hollywood e incominciò a distinguersi anche per la bravura nella recitazione, interpretando con torbida sensualità Il postino suona sempre due volte (1946) di Tay Garnett, capolavoro noir degli anni quaranta, nella parte di una donna cinica che uccide il marito con la complicità del suo amante. Il successo del film la portò poi a interpretare altri ruoli di magnetica e sensuale femme fatale, come ad esempio quello della perfida Milady ne I tre moschettieri (1948) di George Sidney. Nel 1950 fornì un'ottima prova in L'indossatrice di George Cukor, accanto a Ray Milland.
Dai primi anni cinquanta, ai ruoli di dark lady fini a sé stessi la Turner preferì assumere parti più impegnative: tra le sue più acclamate interpretazioni vi furono quelle dell'attrice bella e sensibile che vive una difficile relazione con un tirannico produttore (interpretato da Kirk Douglas) nel cinico Il bruto e la bella (1952) di Vincente Minnelli, e della ragazza madre che alla famiglia preferisce la carriera di attrice nel melodrammatico Lo specchio della vita (1959) di Douglas Sirk. Di quel periodo si segnalano anche le sue partecipazioni ai film La fiamma e la carne (1954) di Richard Brooks, Controspionaggio (1954) di Gottfried Reinhardt, Le piogge di Ranchipur (1955) di Jean Negulesco e Diana la cortigiana (1956) di David Miller. Nel 1957 ottenne una candidatura all'Oscar per la sua interpretazione di una donna sola e con una figlia a carico, sullo sfondo di un'inquietante cittadina di provincia, nel cupo I peccatori di Peyton (1957) di Mark Robson.

### La tempestosa vita privata

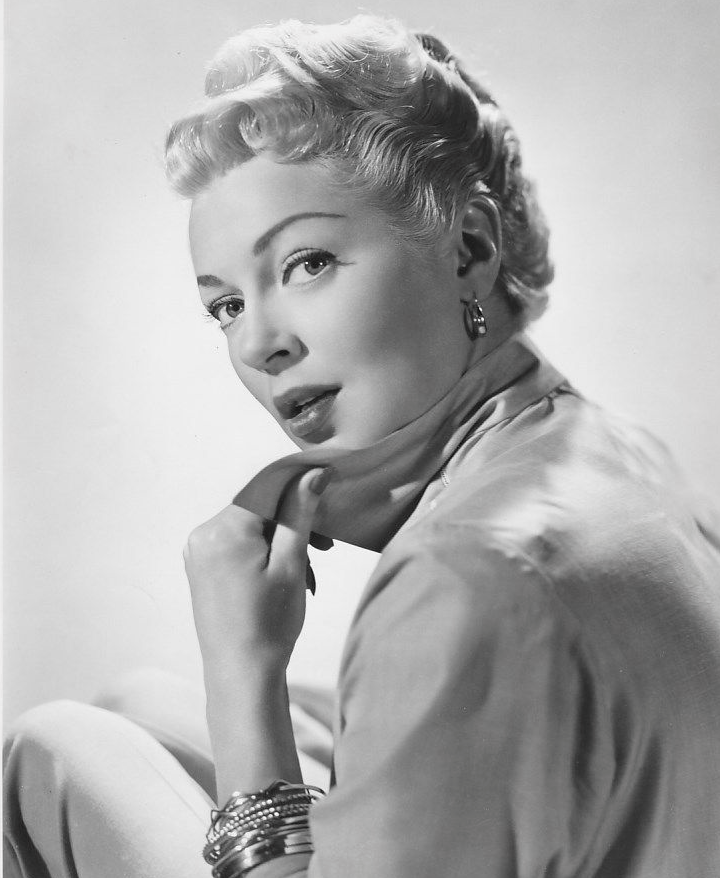
Lana Turner nel 1950

La vita privata di Lana Turner fu movimentata e caratterizzata da relazioni con molti uomini dello spettacolo, come gli attori Tyrone Power, Frank Sinatra, Fernando Lamas, e con il produttore Howard Hughes, avventure sentimentali che i giornali di "cronaca rosa" si accaparrarono con avidità nel corso di tutta la carriera dell'attrice.
La Turner si sposò sette volte: con il clarinettista e direttore d'orchestra Artie Shaw (con cui restò solo un anno, il 1941); con l'attore-ristoratore Steve Crane (dal 1942 al 1943), dal quale ebbe una figlia, Cheryl Crane (1943), che alla nascita subì una totale trasfusione di sangue per via di una incompatibilità sanguigna con la madre, la quale non poté per questo più avere figli; con il milionario Henry J. Topping Jr (dal 1948 al 1952); con l'attore Lex Barker, popolare Tarzan dello schermo (si sposarono a Torino il 7 settembre 1953 e il matrimonio terminò nel 1957); con l'allevatore Fred May (dal 1960 al 1962), con l'uomo d'affari Robert Eaton (dal 1965 al 1969); e infine con l'illusionista Ronald Dante (dal 1969 al 1972).
Le sue relazioni e i suoi numerosi matrimoni pare siano stati spesso segnati da episodi di violenza. Non era raro vederla con un occhio nero o ricoverata per qualche lieve ferita. Ma è la tormentata relazione con il gangster Johnny Stompanato quella che viene maggiormente ricordata e che segnerà in maniera definitiva la sua vita e la sua carriera.

### L'affare Stompanato (1958)
Il rapporto con Stompanato fu burrascoso e costellato da episodi di violenza e minacce; per esempio, durante le riprese del film Estasi d'amore (1958) di Lewis Allen, che la Turner stava girando in Inghilterra con Sean Connery, il gangster, che aveva minacciato l'attore scozzese, fu messo al tappeto da Connery, che poi lo denunciò alla polizia, facendolo allontanare dal Regno Unito. Stompanato era diventato un'ossessione per la Turner: nonostante le intimidazioni e l'aggressività, era morbosamente attratta da lui e non riusciva a troncare la relazione, come fu evidente dalle lettere che l'attrice gli scriveva e che poi furono pubblicate dai tabloid americani. Il 4 aprile 1958, nella villa della diva, quando alla fine lei decise di lasciarlo, Stompanato minacciò di sfigurarla; dopo una furiosa lite, la quindicenne figlia Cheryl - per difendere la madre - lo uccise, pugnalandolo con un coltello da cucina.
Il processo che seguì ebbe un enorme clamore mediatico e la drammatica testimonianza della Turner su mesi di minacce e violenze fu giudicata dai tabloid americani "la più grande interpretazione dell'attrice". Cheryl venne poi assolta per legittima difesa.

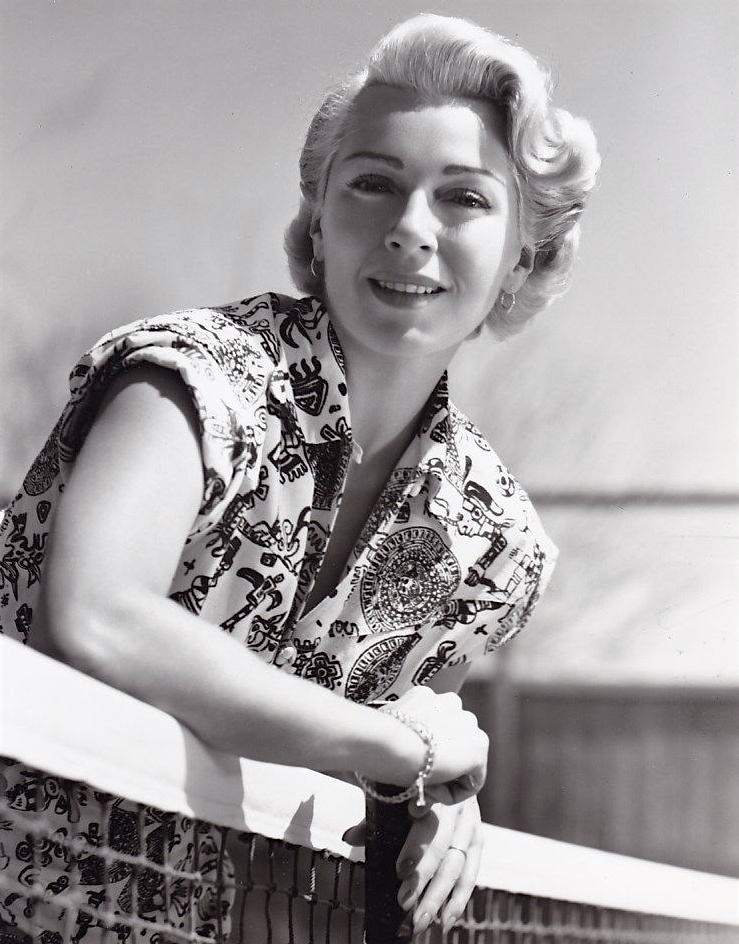
Lana Turner nel 1955

Dopo questo episodio la Turner faticò a riprendersi, ma a gettarla nella disperazione fu la pubblicazione delle sue lettere a Stompanato, che la stampa diede in pasto al pubblico. Era la prima volta che l'intimità di una diva era messa in piazza; l'opinione pubblica la bollò come donna di facili costumi e madre snaturata, con forti critiche alla sua condotta da parte della Chiesa, di psicologi e della gente comune. Il tragico epilogo della burrascosa relazione con Stompanato segnò l'inizio del declino della carriera dell'attrice.
Stompanato e la Turner appaiono come personaggi in una breve sequenza del film L.A. Confidential (1997) di Curtis Hanson, in cui uno dei poliziotti scambia l'attrice per una prostituta acconciata come la star.

### Regina del melodramma (1959 - 1966)
Dopo lo scandalo seguito all'uccisione di Stompanato, la Turner si vide proporre dagli studios soprattutto ruoli di donne peccatrici e tormentate, dal passato torbido e gravate da senso di colpa, che fecero di lei la regina dei melodrammi hollywoodiani fra la fine degli anni cinquanta e la prima metà degli anni sessanta.
Lo specchio della vita (1959) di Douglas Sirk fu il primo film che girò dopo lo scandalo, accanto a John Gavin e Sandra Dee. Il ruolo di una diva ricca e famosa, che per la carriera ha trascurato la figlia adolescente, sembrò costruito su misura per lei. La sua intensa interpretazione fu ovviamente messa in relazione con gli eventi della sua vita privata e le fece guadagnare due milioni di dollari, rilanciando la sua carriera; il film fu un grande successo al box office e oggi è considerato un cult del genere mélo. Ritratto in nero (1960) di Michael Gordon, con Anthony Quinn e Sandra Dee, fu un altro melodramma a tinte noir che andò molto bene al botteghino, nonostante le pessime critiche; altre pellicole dello stesso tenore furono il drammatico Ossessione amorosa (1961) di John Sturges e il noir Strani amori (1965) di Alexander Singer, con Cliff Robertson e Hugh O'Brian.
Non mancarono anche film più leggeri come Uno scapolo in paradiso (1961) di Jack Arnold, una commedia romantica in coppia con Bob Hope, e Come ingannare mio marito (1962) di Daniel Mann, con Dean Martin e Walter Matthau. L'apice di questo periodo fu Madame X (1966) di David Lowell Rich, un altro melodramma strappalacrime, in cui recitò accanto a John Forsythe e Constance Bennett, e che rimane il suo ultimo ruolo da protagonista: la struggente interpretazione di una madre tormentata ed alcolizzata, che ritrova suo figlio (interpretato da Keir Dullea) dopo anni di separazione ma senza rivelarsi fino alla fine, le valse anche un David di Donatello.

### Ultimo periodo (1967 - 1995)

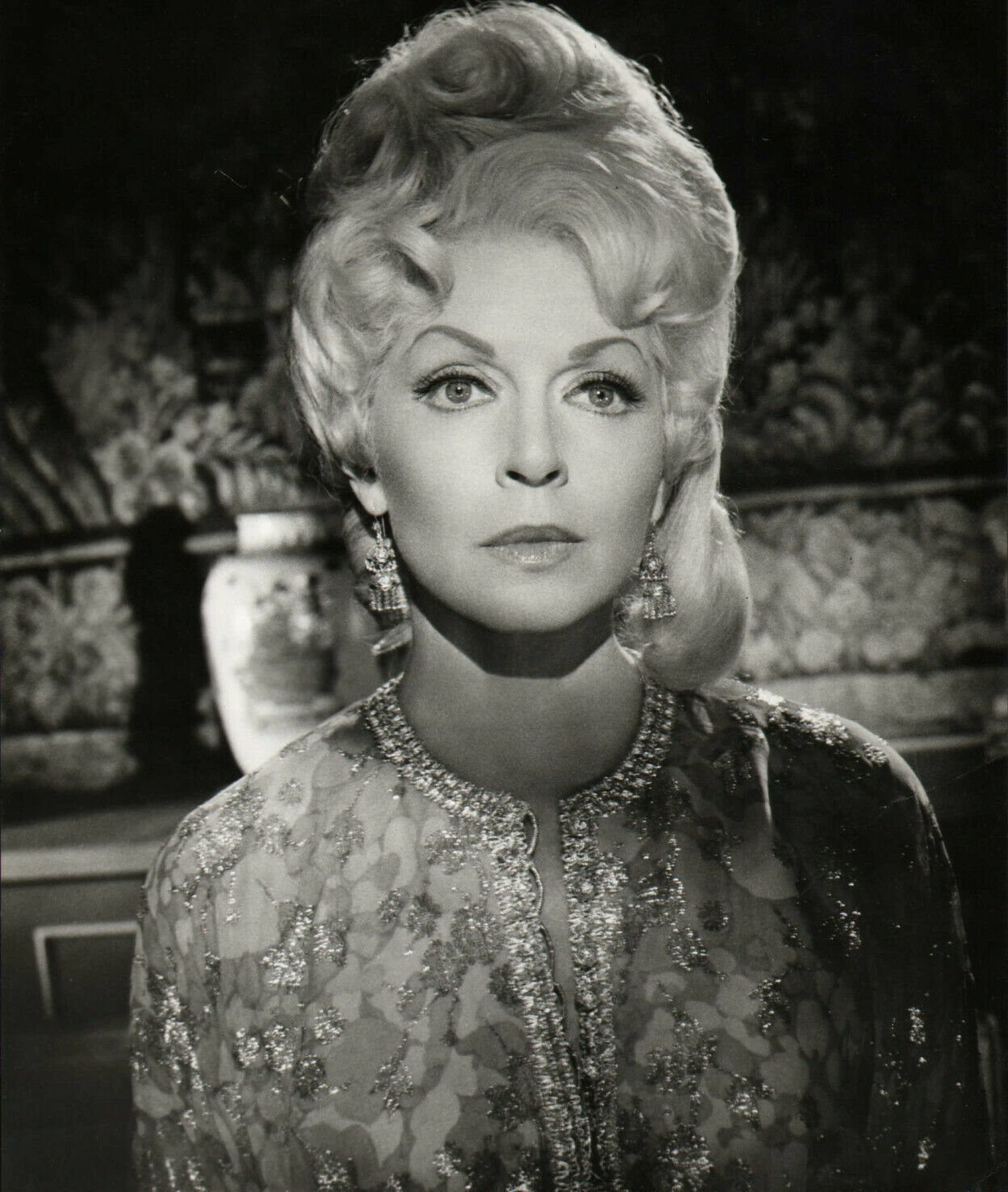
Lana Turner nel 1969

Come molti dei divi hollywoodiani della sua generazione, la carriera cinematografica di Lana Turner si arenò a partire dalla seconda metà degli anni sessanta e le sue interpretazioni sul grande schermo si fecero via via più sporadiche, con apparizioni soltanto in quattro film dopo il 1966, tra cui Amore dolce amore (1976) di David Miller. Interpretò il suo ultimo ruolo sul grande schermo nel 1980 nella commedia horror Witches' Brew di Richard Shorr e Herbert L. Strock.
Dalla fine degli anni sessanta si dedicò al teatro e prese parte anche a varie produzioni televisive. Ebbe un fugace ritorno di popolarità nei primi anni ottanta, recitando in diversi episodi della soap opera Falcon Crest, dal 1982 al 1983; la sua ultima apparizione in TV fu nel 1985, in un episodio della serie Love Boat. Negli ultimi tempi ritrovò la serenità, migliorando anche il rapporto con la figlia Cheryl, accettandone serenamente l'omosessualità.
Forte fumatrice per tutta la vita, nel 1992 fu colpita da un cancro alla gola. Morì il 29 giugno 1995, a 75 anni di età.

## Filmografia

### Cinema
- È nata una stella (A Star Is Born), regia di William A. Wellman (1937) - non accreditata
- Vendetta (They Won't Forget), regia di Mervyn LeRoy (1937)
- La via dell'impossibile (Topper), regia di Norman Z. McLeod (1937) - non accreditata
- L'ultima beffa di Don Giovanni (The Great Garrick), regia di James Whale (1937)
- Uno scozzese alla corte del Gran Kan (The Adventures of Marco Polo), regia di Archie Mayo (1938)
- L'amore trova Andy Hardy (Love Finds Andy Hardy), regia di George B. Seitz (1938)
- The Chaser, regia di Edwin L. Marin (1938) - scene tagliate
- La quadriglia dell'illusione (Four's a Crowd), regia di Michael Curtiz (1938) - non accreditata
- Rich Man, Poor Girl, regia di Reinhold Schünzel (1938)
- Passione ardente (Dramatic School), regia di Robert B. Sinclair (1938)
- La difficile prova del dr. Kildare (Calling Dr. Kildare), regia di Harold S. Bucquet (1939)
- These Glamour Girls, regia di Sylvan Simon (1939)
- Dancing Co-Ed, regia di Sylvan Simon (1939)
- Two Girls on Broadway, regia di Sylvan Simon (1940)
- We Who Are Young, regia di Harold S. Bucquet (1940)
- Le fanciulle delle follie (Ziegfeld Girl), regia di Robert Z. Leonard e Busby Berkeley (1941)
- Il dottor Jekyll e Mr. Hyde (Dr. Jekyll and Mr. Hyde), regia di Victor Fleming (1941)
- Se mi vuoi sposami (Honky Tonk), regia di Jack Conway (1941)
- Sorvegliato speciale (Johnny Eager), regia di Mervyn LeRoy (1942)
- Incontro a Bataan (Somewhere I'll Find You), regia di Wesley Ruggles (1942)
- La fortuna è bionda (Slightly Dangerous), regia di Wesley Ruggles (1943)
- Mademoiselle du Barry (Du Barry Was a Lady), regia di Roy Del Ruth (1943) - non accreditata
- Il matrimonio è un affare privato (Marriage Is a Private Affair), regia di Robert Z. Leonard (1944)
- Dinamite bionda (Keep Your Powder Dry), regia di Edward Buzzell (1945)
- Grand hotel Astoria (Week-End at the Waldorf), regia di Robert Z. Leonard (1945)
- Il postino suona sempre due volte (The Postman Always Rings Twice), regia di Tay Garnett (1946)
- Il delfino verde (Green Dolphin Street), regia di Victor Saville (1947)
- Il giudice Timberlane (Cass Timberlane), regia di George Sidney (1947)
- La lunga attesa (Homecoming), regia di Mervyn LeRoy (1948)
- I tre moschettieri (The Three Musketeers), regia di George Sidney (1948)
- L'indossatrice (A Life of Her Own), regia di George Cukor (1950)
- Mr. Imperium, regia di Don Hartman (1951)
- Il bruto e la bella (The Bad and the Beautiful), regia di Vincente Minnelli (1952)
- La vedova allegra (The Merry Widow), regia di Curtis Bernhardt (1952)
- Amanti latini (Latin Lovers), regia di Mervyn LeRoy (1953)
- La fiamma e la carne (The Flame and the Flesh), regia di Richard Brooks (1954)
- Controspionaggio (Betrayed), regia di Gottfried Reinhardt (1954)
- Il figliuol prodigo (The Prodigal), regia di Richard Thorpe (1955)
- Gli amanti dei 5 mari (The Sea Chase), regia di John Farrow (1955)
- Le piogge di Ranchipur (The Rains of Ranchipur), regia di Jean Negulesco (1955)
- Diana la cortigiana (Diane), regia di David Miller (1956)
- I peccatori di Peyton (Peyton Place), regia di Mark Robson (1957)
- La signora prende il volo (The Lady Takes a Flyer), regia di Jack Arnold (1958)
- Estasi d'amore (Another Time, Another Place), regia di Lewis Allen (1958)
- Lo specchio della vita (Imitation of Life), regia di Douglas Sirk (1959)
- Ritratto in nero (Portrait in Black), regia di Michael Gordon (1960)
- Ossessione amorosa (By Love Possessed), regia di John Sturges (1961)
- Uno scapolo in paradiso (Bachelor in Paradise), regia di Jack Arnold (1961)
- Come ingannare mio marito (Who's Got the Action?), regia di Daniel Mann (1962)
- Strani amori (Love Has Many Faces), regia di Alexander Singer (1965)
- Madame X, regia di David Lowell Rich (1966)
- Geometria di un delitto (The Big Cube), regia di Tito Davison (1969)
- La strana signora della grande casa (Persecution), regia di Don Chaffey (1975)
- Amore dolce amore (Bittersweet Love), regia di David Miller (1976)
- Witches' Brew, regia di Richard Shorr e Herbert L. Strock (1980)

### Televisione
- Climax! – serie TV, episodio 2x23 (1956)
- The Carol Burnett Show – serie TV, 2 episodi (1971)
- Falcon Crest – serie TV, 6 episodi (1982-1983)

#### Film e documentari su Lana Turner
- Le dee dell'amore (The Love Goddesses) documentario di Saul J. Turell - filmati di repertorio (1965)

## Riconoscimenti
- Premio Oscar
  - 1958 – Candidatura alla miglior attrice per I peccatori di Peyton
- David di Donatello
  - 1966 – Targa d'oro per Madame X
- Festival internazionale del cinema di San Sebastián
  - 1994 – Premio Donostia alla carriera
- Hollywood Walk of Fame
  - 1960 – Stella
- Young Hollywood Hall of Fame
  - 1940's – Lana Turner

## Doppiatrici italiane
Nelle versioni in italiano dei suoi film, Lana Turner è stata doppiata da:
- Rosetta Calavetta in Vendetta, Passione ardente, Il dottor Jekyll e Mr. Hyde, Incontro a Bataan, La fortuna è bionda, Dinamite bionda, Grand hotel Astoria, Il postino suona sempre due volte, Il delfino verde, Il giudice Timberlane, La lunga attesa, I tre moschettieri, L'indossatrice, Il bruto e la bella, La vedova allegra (parti parlate), Amanti latini, La fiamma e la carne, Controspionaggio, Il figliuol prodigo, Gli amanti dei 5 mari, Le piogge di Ranchipur, Diana la cortigiana, La signora prende il volo, Ritratto in nero, Uno scapolo in paradiso, Come ingannare mio marito, Strani amori
- Argentina Brunetti in Le fanciulle delle follie[7], Se mi vuoi sposami[8]
- Andreina Pagnani in I peccatori di Peyton, Lo specchio della vita
- Miranda Bonansea in Sorvegliato speciale
- Paola Veneroni in Uno scozzese alla corte del Gran Kan (ridoppiaggio[9])
- Tina Centi in La vedova allegra (parti cantate)
- Lydia Simoneschi in Madame X
- Gabriella Genta in La strana signora della grande casa
- Sonia Scotti in Il postino suona sempre due volte (ridoppiaggio)
- Antonella Rendina in Il dottor Jekyll e Mr. Hyde (ridoppiaggio)